# Zaraza w Poznaniu (1568)
Zaraza w Poznaniu – epidemia nieznanej choroby, która miała miejsce w Poznaniu od lipca do grudnia 1568 roku.
Choroba zaczęła się rozprzestrzeniać od lipca 1568 w czasie trwania Jarmarku Świętojańskiego na Chwaliszewie. Początkowo opanowała przedmieścia, a następnie centrum miasta. Z Poznania choroba przeniosła się na mieszkańców Gniezna, Pyzd, Środy Wielkopolskiej, Szamotuł, Rogoźna, Łobżenicy i Czarnkowa. Ostatecznie dotarła również do Wrocławia. Zaraza panowała aż do Bożego Narodzenia i pochłonęła ponad 6000 ofiar w Poznaniu, Śródce i Chwaliszewie (które były wtedy podpoznańskimi wsiami). 
Zwyczajowo w czasie zarazy zamożniejsi mieszkańcy opuścili miasto, by uniknąć zakażenia. To samo zrobiła rada miejska i kronikarz miejski Błażej Winkler, ale przed wyjazdem wyznaczyli swoich zastępców. 